# Lasioglossum vechti
Lasioglossum vechti là một loài Hymenoptera trong họ Halictidae. Loài này được Pauly mô tả khoa học năm 1980.